# CS-141
La CS-141 (Carretera Secundària 141) és una carretera de la Xarxa de Carreteres d'Andorra, que comunica la CS-140 amb La Moixella. També és anomenada Carretera de la Moixella.
Segons la codificació de carreteres d'Andorra aquesta carretera correspon a una Carretera Secundària, és a dir, aquelles carreteres què comuniquen una Carretera General amb un poble o zona. Concretament, en aquest cas, enllaça la CS-140 amb La Moixella.
Aquesta carretera és d'ús local ja què només l'utilitzen els veïns de la Moixella. La carretera travessa a través d'un pont el Riu de la Moixella, prop del poble homònim.

## La Moixella[4][5]
El Bosc de la Moixella està situat a la Parròquia de Sant Julià de Lòria, al sud-oest del país, a 8 km al sud-oest d'Andorra la Vella.
Hi ha aproximadament 6 persones per quilòmetre quadrat al voltant del Bosc de la Moixella amb poca població i molt dispersa en cases aïllades. El clima és fred. La temperatura mitjana és de 10 °C. El mes més càlid de juliol, a 21 °C i mig gener, a 0 °C. La precipitació mitjana és de 1.002 mil·límetres per any. El mes de novembre, amb una precipitació de 121 mil·límetres, i desembre, de 60 mil·límetres

## Recorregut[6]
- Bifurcació amb la CS-140
- La Moixella

| Tipus de Sortida | Direcció de la sortida | Carretera que hi enllaça | Qm  |
| ---------------- | ---------------------- | ------------------------ | --- |
| CS-141           |                        | CS-140                   | 0   |
|                  | La Moixella            |                          | 1,5 |